# 郯城麦坡地震活断层遗址
郯城麦坡地震活断层遗址，是一个位于中国山东省临沂市郯城县高峰头镇麦坡村的国家级典型地震遗址。该遗址地处马陵山西坡，断层两侧土壤分异，分别为中生代砖红壤和新生代深褐壤，有“一步亿年”之誉，具有地震科学研究价值。
郯城麦坡地震活断层遗址是郯城大地震的地质断层遗址，遗址由高低分异的山体岩石组成，属典型的地震错动痕迹，南北长约2600米，东西宽约160米。遗址内同时有碑记等文化遗迹遗产。

## 地质背景
郯城麦坡地震活断层遗址所在的郯城县处于沂蒙山南麓，位于鲁中南低山丘陵南部，居于山东省南部，属临郯苍平原腹心地带，境内地势低平、北高南低，断层纵横。县域海拔26-58米，年均降水量919.0毫米，年均气温13.9℃，年均日照时数为2023.7小时，无霜期207天。
郯城地区所处的郯庐断裂带是中国东部最大的巨型断裂带，该断裂带南起长江江北的湖北省黄梅县，经安徽省庐江县、山东省郯城县，跨越北海，过沈阳后分为西支的依兰—伊通断裂带和东支的密山—抚顺断裂带，总体呈北北东走向。断裂带沿线出现了一系列的盆地地貌，该断裂带形成于中生代，经历了二至三个演化期。郯庐断裂带具有较强的地质活动性，沿断裂带震害活动频繁，历史上主要有1517-1673年、1765年至今两个活跃期，其中前者由北向南迁移发震，后者则由南向北发震。

## 遗址历史
清康熙七年六月十七日戌时（公历1668年7月25日20时左右），山东省莒县-郯城县附近发生了震级8.5级的强烈地震，震中烈度达中国地震烈度表XII(12)度。据《康熙郯城县志》记载，“康熙七年六月十七日戌时地震，有声自西北来，一时楼房树木皆前俯后仰，以顶至地者连二三次，逐一颠即倾，城楼垛口、官舍、民房井村落、寺观一时俱倒塌如平地”“其时地裂、泉涌、上喷二三丈高，遍地流水，沟会皆盈，移时即化为乌有”“阁邑震塌房屋约数十万间，其地裂处或缝宽不可越，或深不敢视，其陷处皆如阶级，有层次，裂缝两岸皆有淤泥细沙，其所陷深浅阔狭形状难以备述，真为旷古奇灾” 。
地震造成震中周围五十多平方千米内的150多个州县受到不同程度破坏，死亡5万余人，有感范围至少达方圆800千米，中国山东、江苏、安徽、河南、浙江、江西、湖北、直隶、陕西、山西、福建等省及朝鲜半岛皆有震感并存有文献记载。
2006年8月，中国地震局批准郯城麦坡地震活断层遗址为国家级典型地震遗址，中国科学院院士、中国地震局副局长丁国瑜为遗址题写了标志碑。

## 环境景观
麦坡遗址断层出露部分南北红黑两色岩层交界分明。其中，红色岩层形成于约1万年前，黑色岩层距今1.5亿年，破裂带总长达140千米。麦坡遗址是郯庐断裂带内出露条件最好，剖面最典型的一段，南北长约2600米，东西宽约160米。有层叠错动、断头沟等地震错动痕迹。遗址内同时有碑记等文化遗迹遗产。

## 遗址保护
郯城麦坡地震活断层遗址由于属地表地质遗址，因此受到自然风化和人为破坏的双重威胁。目前，该遗址已有部分区段出现了岩石、土层削蚀风化的情况，部分陡崖、沟渠亦受农业种植破坏。有专家呼吁应对部分重点区域进行封闭式隔断保护。临沂市地震局亦呼吁，应重视保护这一宝贵遗址，并计划下一步将遗址圈起来重点保护。